# Kingsbury (schip, 1937)
De Kingsbury was een Brits stoomvrachtschip van 4.898 ton, dat in de Tweede Wereldoorlog door een Duitse  onderzeeboot tot zinken werd gebracht.

## Geschiedenis
De Kingsbury werd afgebouwd in november 1937 op de scheepswerf van Burntisland Shipbuilding Co. Ltd, Burntisland, Schotland. De eigenaar was Alexander Capper & Co Ltd, Londen, met aldaar ook haar thuishaven.

## De laatste reis
Haar reisroute begon vanuit Port Harcourt, Nigeria – New York, op 8 maart 1943 samen met konvooi SC-122, naar Londen. Haar bemanningsaantal bedroeg 48 man en de lading bestond uit West-Afrikaanse producten met inbegrip van timmerhout, sojanonen en 2.000 ton bauxiet.
Op 17 maart 1943, om 03.05 uur kwam konvooi SC-122 in de opgestelde U-bootlinie van drie "Wolfpack"-bendes. De U-338, onder bevel van Manfred Kinzel, vuurde een verspreide torpedolancering van twee torpedo's naar het konvooi SC-122, die ten  zuidoosten van Kaap Vaarwel voer. Kinzel dacht dat hij één schip had geraakt, maar in feite werden de Kingsbury in konvooicolonnepost 51 en de King Gruffydd in konvooicolonnepost 52 geraakt en werden daarna tot zinken gebracht. Om 03.06  uur, werd een tweede verspreid lanceringsschot van twee torpedo's afgevuurd, en een van hen trof de SS Alderamin in colonnepost 61, die later in positie 51°30’ Noord en 34°55’ West onder water verdween in vijf minuten tijd. Om 03.07 uur, werd een achtertorpedo weggeschoten, die het eigenlijke bestemde doel, de SS Alderamin, miste, maar wel de Fort Cedar Lake die in colonnepost 124 voer, beschadigde. Eigenlijk was de aanval van Kinzel op deze vier vernoemde schepen bijna hetzelfde scenario, zoals zijn verslagvermelding op de bewuste getroffen schepen. De Kingsbury ging ten onder in positie 51°55’ Noord en 32°41’ West.  
Drie bemanningsleden en één passagier van de Kingsbury, met kapitein William Laidler als gezagvoerder, kwamen om tijdens deze aanval. Kapitein Laidler, 36 bemanningsleden, zes artilleristen en één passagier werden opgepikt door het Britse reddingsschip Zamalek met kapitein Owen Charles Morris, DSO, als bevelhebber, en brachten hen naar Gourock op 22 maart.